# RUF・CTR ANNIVERSARY
RUF・CTR ANNIVERSARY（RUF・CTR アニバーサリー）は、ドイツの自動車チューナー・メーカーのRUFオートモービルが50台限定生産したCTR販売30周年記念モデルである。

## 概要
CTR アニバーサリーは、RUFの長年の技術力とクラシックカーへの敬意を融合させたモデルであり、レトロな外観と最新の素材技術・性能を兼ね備える。車体はすべてカーボンファイバーで構成され、モノコックシャシーもRUF独自の設計による。

### 車両スペック
CTR ANNIVERSARYは3.6リッター水冷水平対向6気筒ツインターボエンジンを搭載し、最高出力710馬力、最大トルク900Nmを誇る。トランスミッションはRUF製7速マニュアル、駆動方式は後輪駆動である。車体はカーボンファイバー製モノコックシャシーおよびカーボン外装を用い、乾燥重量は約1,200kgに抑えられている。
加速性能は0-100km/hを約3.5秒で達成し、最高速度は約360km/hに達する。生産台数は限定50台、価格は約75万ユーロ（約9,400万円）である。

## デザインと特徴
CTR ANNIVERSARYは、1987年のCTR「イエローバード」にインスパイアされた外観を持ち、特徴的な「ホエールテール」リアウイング、クラシックな5スポークホイール、丸型ヘッドライトなどを採用している。一方で、最新の車両制御技術や空力設計を取り入れており、クラシックな見た目とは裏腹に現代のスーパーカーに匹敵する性能を誇る。

### 歴史的背景
初代RUF CTRは1987年に発表され、イエローバードの名で知られる。当時のポルシェ・911（930型）をベースにしながら、極限まで軽量化・高性能化が施され、Nardòテストコースでは最高時速342km/hを記録し、世界最速の市販車と評価された。CTR ANNIVERSARYは、その精神と哲学を現代に蘇らせた記念モデルであり、RUFが自社開発した初のフルモノコック構造車でもある。

## 製造と販売
生産はRUF本社があるドイツ・バイエルン州・シュヴァーベン地方・ウンターアッハ郡で行われ、世界限定50台のみが手作業で製造された。すべての車両にはシリアルナンバーが刻印され、コレクターズアイテムとしても高く評価されている。